# Секулич, Милисав
Милисав Секулич (серб. Милисав Секулић; 11 ноября 1935 года Трбушница, Лозница — 30 ноября 2021 года, Белград) — сербский генерал и военный деятель, военачальник армии Сербской Краины в период войны в Хорватии.

## Биография
Милисав Секулич родился 11 ноября 1935 года в селе Трбушница близ Лозницы в Королевстве Югославия. После окончания средней школы в 1954 году он поступил в Военную академию Югославской народной армии, которую окончил в начале октября 1957 года. Будучи офицером федеральной армии он служил во многих гарнизонах на территориях Сербии и Хорватии. Генерал Секулич 10 лет служил в гвардейских частях и возглавлял гвардейский полк. За годы своей службы он окончил Высшую военную академию, Политическую школу ЮНА и Школу народной обороны. Защитил научную степень на Философском факультете Белградского университета.
Во время распада Югославии Милисав Секулич служил в Генеральном штабе вплоть до конца 1993 года. По приглашению своих сослуживцев прибыл в Республику Сербскую Краину, где начал службу в Главном штабе краинской армии. В его ведении были военная подготовка и оперативно-штабные вопросы. В армии Сербской Краины Милисав Секулич получил чин генерал-майора.